# Buena Vista, Huayacocotla
Buena Vista är en ort i Mexiko.   Den ligger i kommunen Huayacocotla och delstaten Veracruz, i den sydöstra delen av landet, 140 km nordost om huvudstaden Mexico City. Buena Vista ligger 2 176 meter över havet och antalet invånare är 402.
Terrängen runt Buena Vista är kuperad åt sydväst, men åt nordost är den bergig. Runt Buena Vista är det ganska glesbefolkat, med 42 invånare per kvadratkilometer. Närmaste större samhälle är Mezquititlán, 15,3 km väster om Buena Vista. I omgivningarna runt Buena Vista växer i huvudsak blandskog.